# Caterina Consani
Caterina Consani, também conhecida como Katia Consani (1963), é uma matemática italiana. Trabalha com geometria não-comutativa, geometria aritmética e teoria dos números.

## Obras
- Editor com Matilde Marcolli, Noncommutative geometry and number theory: where arithmetic meets geometry and physics, Vieweg, 2006.
- Editor com Alain Connes, Noncommutative geometry, arithmetic, and related topics, Proceedings of the 21. Meeting of the Japan-US Mathematics Institute, The Johns Hopkins University Press, 2011.